# Каддумуріву (Грама Ніладхарі)
Грама Ніладхарі Каддумуріву (№ 213B) — Грама Ніладхарі підрозділу ОС Північний Коралай-Патту, округ Баттікалоа, Східна провінція, Шрі-Ланка.

## Демографія
| Населення (2007) | Населення (2007) | Населення (2007) | Населення (2007) | Населення (2007) |
| Населення        | Чоловіки         | Жінки            | Діти             | Дорослі          |
| ---------------- | ---------------- | ---------------- | ---------------- | ---------------- |
| 626              | 293              | 333              | 303              | 323              |